# Mrozu
Mrozu, pseudonimo di Łukasz Błażej Mróz (Breslavia, 22 luglio 1986), è un cantante e produttore discografico polacco.

## Biografia
Mrozu ha esordito nell'industria discografica con l'album in studio Miliony monet, uscito nell'aprile 2009. All'LP hanno fatto seguito diversi dischi, tra cui Rollercoaster (2014) e Złote bloki (2022), certificati rispettivamente platino (oltre 30 000 unità equivalenti) e doppio platino (60 000) dalla Związek Producentów Audio-Video.
È risultato l'artista più premiato della serata ai premi Fryderyk, tenutisi il 23 aprile 2023, con cinque riconoscimenti vinti. Ha ricevuto la nomination per l'MTV Europe Music Award al miglior artista polacco in quattro edizioni, l'ultima nel 2023.

## Discografia

### Album in studio
- 2009 – Miliony monet
- 2010 – Vabank
- 2014 – Rollercoaster
- 2017 – Zew
- 2019 – Aura
- 2022 – Złote bloki

### Album dal vivo
- 2022 – Mrozu: MTV Unplugged

### Singoli
- 2017 – Ikar (con Flirtini e Ment)
- 2018 – Gdyby miało nie być jutra (con Albo Inaczej)
- 2019 – Napad
- 2019 – Chcę do ciebie wrócić
- 2020 – Bez snu (con Duit)
- 2021 – Złoto
- 2021 – Galácticos
- 2022 – Palę w oknie
- 2022 – Dym (con Jan-Rapowanie)
- 2023 – O czymś innym (con Natalia Przybysz)
- 2024 – Sing-Sing (con Maryla Rodowicz)